# Dilluns al matí
Dilluns al matí (títol original: Lundi matin) és una pel·lícula francesa dirigida per Otar Iosseliani, estrenada l'any 2002. Ha estat doblada al català

## Argument
Viu amb la seva mare, la dona i dos fills. Tots els dilluns al matí Vincent comença la mateixa monòtona rutina. Una hora i mitja de viatge sense fumar a un treball gens estimulant en una fàbrica, fent de soldador. De tornada a casa, les obligacions familiars interrompen sempre la seva passió per la pintura. Vincent ja no pot amb els dilluns al matí! Està fart de la fàbrica, de la dona i dels fills, de les incomprensibles contradiccions i d'un poble amb inesperades excentricitats... El vell Albert fa el mateix camí cada dia. El carter llegeix el correu de tot el món. El capellà no aparta els ulls de les dones del poble. Un granger avar instal·la un sistema d'alarma més. Els joves caminen d'aquí cap enllà amb bici, xerrant del primer que els ve al cap, simplement perquè la vida sigui més interessant... Un dia Vincent decideix veure una mica de món i viatja a Venècia. Potser trobi exactament el que falta en la seva vida...

## Repartiment
- Jacques Bidou: Vincent
- Anne Kravz-Tarnavsky: la dona de Vincent
- Narda Blanchet: la mare de Vincent
- Radslav Kinski: el pare de Vincent
- Dato Tarielachvili: Nicolas, el germà gran de Vincent
- Adrien Pachod: Gaston, el germà petit de Vincent
- Pascal Chanal: Michel, el veí
- Myriam Laidouni-Denis: la dona de Michel
- Laura-Kay Monnet: la filla de Michel
- Nicolas Ponthus: el fill de Michel
- Pierre Tricaud: el pare de Michel
- Armand Chagot: el germà de Michel
- Jérémy Rochigneux: el capellà
- Vincent Douhadji: el granger
- Anne-Jacqueline Bousch: la minyona
- Anna Lamour-Flori: l'amiga de Nicolas
- Stéphanie Braunschweig: La jove del tren

## Rebuda
- Os de Plata a la millor direcció al Festival de Berlín l'any 2002.
- Nominació al Premi Louis-Delluc 2002[3]
- Crítica: "Altra fascinant pel·lícula del director georgià (...) en la qual batega l'emotivitat absoluta: la que brolla de la senzillesa."[4]